# Bolle reiste jüngst zu Pfingsten
Bolle reiste jüngst zu Pfingsten ist ein Volkslied aus dem Berliner Raum im Berliner Dialekt. Es ist wahrscheinlich um 1900 entstanden und wurde erstmals 1930 schriftlich veröffentlicht. Seit der Zeit nach dem Zweiten Weltkrieg ist es in vielen Liederbüchern zu finden.
Laut der Einschätzung des Musikwissenschaftlers Lukas Richter handelt es sich um ein Schwanklied auf den Prototyp des unbekümmerten, „rüdigen“ (typischen) Berliners. Im Lied spiegelt sich der Feiertagsausflug eines typischen Berliners in den damaligen Vorort Pankow mit der Schönholzer Heide wider. Durch die Vorstadtwagen und Kremserwagen war dies seit der Mitte des 19. Jahrhunderts zum beliebten Freizeitvergnügen der Berliner geworden. Der verbreitete Spitzname Bolle steht dabei für eine nicht näher bestimmte Person.

## Text
| 1. Bolle reiste jüngst zu Pfingsten,— Nach Pankow war sein Ziel; Da verlor er seinen Jüngsten Janz plötzlich im Jewühl; ’Ne volle halbe Stunde Hat er nach ihm jespürt. Aber dennoch hat sich Bolle Janz köstlich amüsiert. 2. In Pankow jab’s keen Essen, In Pankow jab’s keen Bier, War allet uffjefressen Von fremden Leuten hier. Nich’ ma’ ’ne Butterstulle Hat man ihm reserviert! Aber dennoch hat sich Bolle Janz köstlich amüsiert. | 3. Auf der Schönholzer Heide, Da jab’s ’ne Keilerei, Und Bolle, jar nich feige, War mittenmang dabei, Hat’s Messer rausjezogen Und fünfe massakriert. Aber dennoch hat sich Bolle Janz köstlich amüsiert. 4. Es fing schon an zu tagen, Als er sein Heim erblickt. Das Hemd war ohne Kragen, Das Nasenbein zerknickt, Das rechte Auge fehlte, Das linke marmoriert. Aber dennoch hat sich Bolle Janz köstlich amüsiert. | 5. Als er nach Haus’ jekommen, Da ging’s ihm aber schlecht, Da hat ihn seine Olle Janz mörderisch verdrescht! ’Ne volle halbe Stunde Hat sie auf ihm poliert. Aber dennoch hat sich Bolle Janz köstlich amüsiert. 6. Und Bolle wollte sterben, Er hat sich’s überlegt: Er hat sich uff die Schienen Der Kleinbahn druffjelegt; Die Kleinbahn hat Verspätung, Und vierzehn Tage druff, Da fand man unsern Bolle Als Dörrjemüse uff. | 7. Und Bolle wurd’ begraben, In einer alten Kist’. Der Pfarrer sagte ‚Amen‘ Und warf ihn uff ’n Mist. Die Leute klatschten Beifall, Und gingen dann nach Haus. Und nun ist die Jeschichte Von unserm Bolle aus! |

## Melodie
Quelle

## Adaptionen
Da das Lied weit verbreitet ist, hat es zahlreiche Umdichtungen erfahren, unter anderem zu Demonstrationen und politischen Anlässen. Auch die Strophenzahl des Liedes variiert wie bei vielen volkstümlichen Liedern je nach Quelle.
Die Erlanger Band J.B.O. adaptierte das Lied 1997 in einer Rock-Version. Die Gruppe Maybebop veröffentlichte das Lied 2021 auf ihrem Album Die Gedanken sind frei in A-Cappella-Form.